# Шишков, Юрий Витальевич
Юрий Витальевич Шишков (род. 1929) — советский и российский учёный-экономист. Доктор экономических наук (1977), профессор, главный научный сотрудник Института мировой экономики и международных отношений РАН. Лауреат премии имени Е. С. Варги (2003). Заслуженный деятель науки Российской Федерации (2006).
Профессиональные интересы: причины, механизмы и основные формы глобализации общественной жизни; интеграционные процессы в различных регионах мира: их предпосылки, закономерности, перспективы; неравномерность технико-экономического и социального развития в различных регионах мира в условиях глобализации, ее последствия и возможности ее смягчения; среднесрочное прогнозирование развития мировой экономики и мирохозяйственных процессов.
Автор 8 монографий, 14 брошюр, свыше 30 глав в коллективных монографиях и более 300 статей во отечественных и зарубежных журналах. 

### Монографии
- Международная кооперация капиталистических фирм. М.,1972 (в соавторстве с Р.А. Новиковым).
- Формирование интеграционного комплекса в Западной Европе: тенденции и противоречия. М., 1979.
- Капиталистическая экономика без компаса. М., 1981.
- Интеграционные процессы на пороге XXI века. Почему не интегрируются страны СНГ. М., 2001.
- The EU & Russia. The Promise of Partnership? – London, 2002. (в соавторстве с Дж. Пиндером; эта книга издана на русском языке: «Евросоюз и Россия: перспективы партнерства». М.,2003).
- Решающие полвека в истории человечества. М., 2004.

## Награды
- Заслуженный деятель науки Российской Федерации (2006)
- Премия имени Е. С. Варги (2003) — за работу «Интегрированные процессы на пороге XXI века. Почему не интегрируются страны СНГ»